# Justicia luschnathii
Justicia luschnathii är en akantusväxtart som beskrevs av Gustav Lindau. Justicia luschnathii ingår i släktet Justicia och familjen akantusväxter. Inga underarter finns listade i Catalogue of Life.